# ليو أندي
ليو أندي (بالفرنسية: Léo Andy) هو سياسي فرنسي، ولد في 9 ديسمبر 1938 في كابستر-بيل-أو في فرنسا. حزبياً، نشط في الحزب الاشتراكي. وقد انتخب رئيس بلدية ‏ كابستر-بيل-أو (1977 – 1994) وانتخب نائب فرنسي وانتخب نائب برلماني ‏ (1995 – 2002).